# Ajlama
L'Ailama (in georgiano აილამა?; in russo Айлама?, Ajlama) è un picco montuoso nella parte centrale della Catena del Caucaso principale, nella regione montuosa della «Balcaria», al confine tra la Georgia (Rach'a-Lechkhumi e Kvemo Svaneti) e la Russia (Cabardino-Balcaria).
È alto 4546 m. I pendii inferiori della montagna sono ricoperti da prati alpini e subalpini.